# 노스캐롤라이나주
노스캐롤라이나주(영어: State of North Carolina)는 미국 남부의 주이다. 남쪽으로 사우스캐롤라이나주, 남서쪽으로 조지아주, 서쪽으로 테네시주, 북쪽으로 버지니아주, 동쪽으로 대서양과 접하고 있다.
동부는 해안 평야이며, 그 동단에는 좁고 긴 사구열이 돌출되어 있어, 본토와의 사이에는 석호의 발달이 현저하다. 중앙부에는 완만한 기복의 피드몬트 대지가 펼쳐져 있고, 동쪽 해안 평야와의 경계면은 폭포선을 이루고 있다. 피트몬드 대지의 서쪽에는 블루리지산맥과 그레이트스모키산맥이 뻗어 있으며, 이곳에는 미시시피강 이동(以東)에서 최고봉을 이루는 미첼산(2,037m)이 솟아 있다.
미국 제11대 대통령인 제임스 K. 포크와 제17대 대통령인 앤드루 존슨이 이 주 출신이다. 전통적인 공화당 지지 주이다. 2008년 미국 대통령 선거에서는 잠시 민주당 후보 버락 오바마에게 선거인단 15명을 내 주기도 하였으나 2012년 미국 대통령 선거에서는 밋 롬니가 이 주의 선거인단을 모두 가져갔다.

## 역사

### 원주민의 시대
유럽인들이 처음 도착하였을 때 30개의 종족에 속하는 대략 35,000명의 인디언들이 노스캐롤라이나 지방에 살았다. 가장 중요한 종족들은 서부 산맥에 살던 체로키족, 해안을 따라 살던 하테라스족, 그리고 해안 평야와 피드몬트 대지의 카토바족, 초와노크족과 터스카로라족이다.

### 탐험과 정착

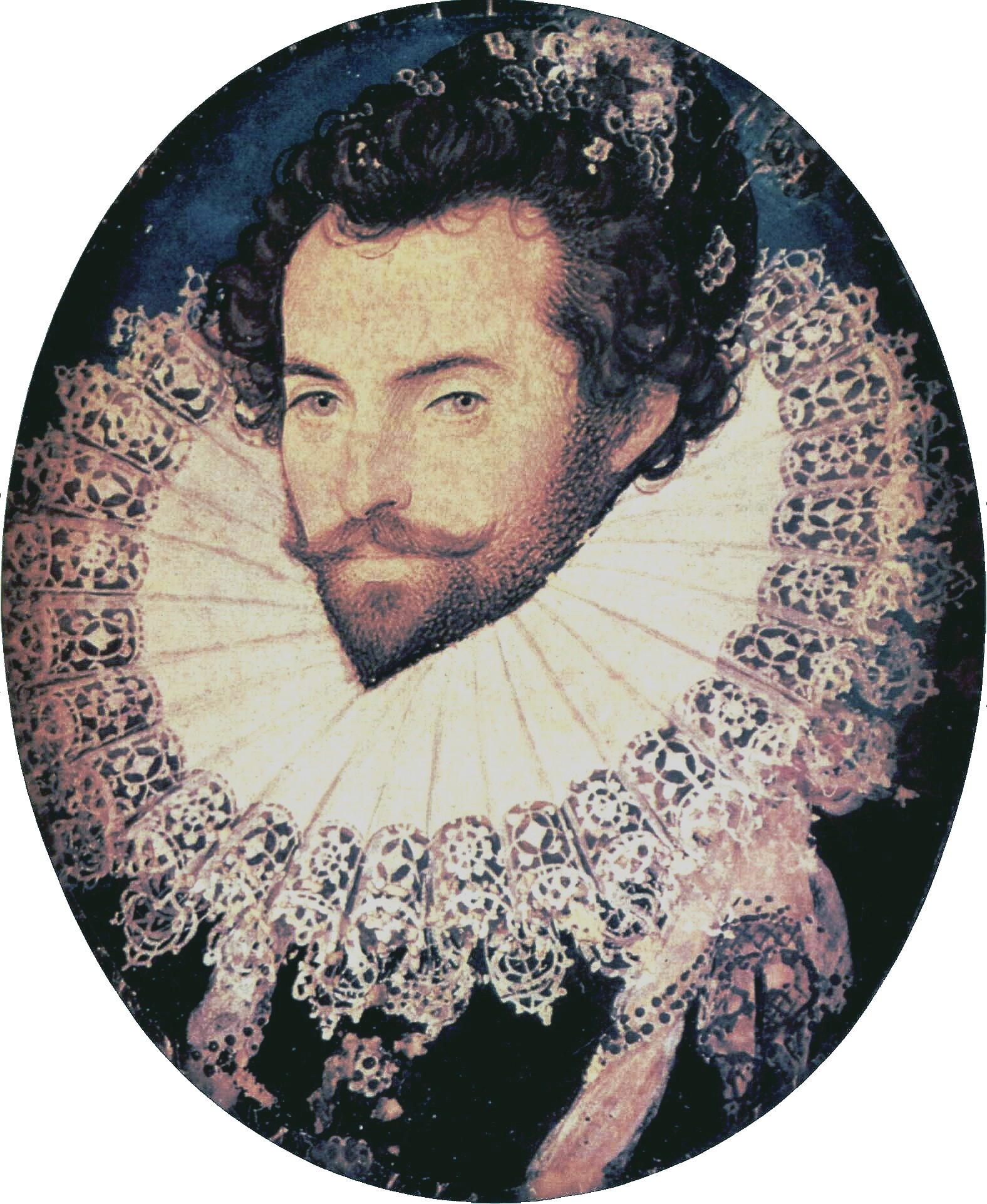
1584년에 노스캐롤라이나에 탐험대를 보낸 월터 롤리 경

지오반니 다 베라자노가 노스캐롤라이나 해안을 탐험하는 데 첫 유럽인으로 알려졌다. 그는 1524년 케이프 피어를 방문하였다. 베라자노는 프랑스의 국왕 프랑수아 1세에게 자신이 본 것에 대하여 맹렬한 보고들을 보냈다. 그러나 국왕은 지방에 식민지를 만드는 데 흥미를 가지지 않았다. 2년 후, 스페인의 루카스 바스케스 데 아일론이 정착할 장소를 수색하는 데 케이프 피어 근처에 멈추었을 것이다. 바스케스와 그의 부하들은 그 지역이 어울리지 않다는 결정을 내리고 원정대는 사우스캐롤라이나 혹은 조지아주의 해안에 정착하는 데 멀리 남쪽으로 이동하였다. 1540년 에르난도 데 소토가 노스캐롤라이나 지방의 남서부 첨단에서 산에 원정을 지도하였다. 그는 금을 찾는 데 희망을 두었다. 그 대신, 그는 미시시피강에 도달한 첫 유럽인이 되었다. 스페인이나 프랑스나 아무도 영구적 정착지들을 설립하지 않았다.
1584년 잉글랜드의 월터 롤리 경이 정착지를 위한 어울리는 대지를 찾으러 노스캐롤라이나에 탐험대들을 보냈다. 이듬해 로어노크 섬에 잉글랜드의 첫 아메리카 식민지가 설립되었다. 그러나 불행이 1586년 정착자들을 잉글랜드로 돌아가도록 강요하였다. 롤리 경은 1587년 존 화이트를 총독으로서 로어노크 섬에 다음 원정대를 보냈다. 화이트 총독은 식민지를 설립하고 같은 해에 공급물을 위하여 잉글랜드로 돌아갔다. 엘리자베스 1세는 1590년 화이트가 로어노크섬으로 돌아가는 데 허락하였고 그의 식민지는 사라졌다. 수많은 주민들이 어떻게 되었나 아무도 모르자, 잃어버린 식민지로 불리었다.
1629년 찰스 1세는 자신의 법무 장관 로버트 히스 경을 아메리카에 잉글랜드의 주장의 남부에 승인하였다. 이 지역은 노스캐롤라이나와 사우스캐롤라이나 둘다에 속하는 대지를 포함하였다. 이 대지는 찰스 1세의 이름을 따서 캐롤라나 주로 이름이 지어졌다. 히스의 정착에 시도는 실패하였다.
캐롤라이나에 첫 영구적 유럽인 정착자들은 버지니아에서 왔다. 그들은 1650년 경에 앨버말 사운드 지방에 정착하였다. 1663년 찰스 2세는 캐롤라이나를 자신의 8명의 호의적 귀족들에게 재승인하였다. 이 남자들은 캐롤라이나를 3개의 카운티로 나누었다 - 북부 지역에 앨버말, 케이프 피어 지방에 클래런던과 현재 사우스캐롤라이나 주에 속하는 크레이번. 1664년 윌리엄 드러먼드는 앨버말 카운티의 총독으로 임명되고 캐롤라이나에서 정부가 시작되었다. 클래런던 카운티는 1667년까지 지속되었다. 그때부터 1689년까지 앨버말 카운티는 노스캐롤라이나 지방에서 단 하나의 정부를 가졌다.

### 식민지 시절
앨버말 카운티의 식민주의자들은 소유자들과 총독들이 현명하게 통치하기 보다는 돈을 만드는 데 더욱 흥미를 가졌다고 믿었다. 1677년 앨버말 식민주의자들은 그들의 총독에 대항하여 반란을 일으켰다. 그들은 자신들이 소유한 노예들에 의하여 1년 동안 카운티를 운영하였다. 1664년과 1689년 사이에 식민주의자들은 사무소로부터 5명의 앨버말 총독들을 물러나게 하였다.
1691년 후에 부총독들이 노스캐롤라이나 지방을 위하여 임명되면서 총독들이 캐롤라이나 식민지의 전체를 통치하는 데 임명되었다. 부총독들은 현명하게 다시르고 식민주의자들은 그들을 받아들였다. 노스캐롤라이나 지방은 1712년에 갈라진 식민지가 되었다.
1600년대 후반과 1700년대 초반에 정착자들의 늘어나는 수가 노스캐롤라이나에 왔다. 1705년 노스캐롤라이나의 첫 타운 바스가 팜리코 강의 입구 근처에 합병되었다. 1710년으로 봐서 해안을 따라 뉴즈 강 만큼 멀리 강둑에 걸쳐 정착지들을 퍼졌다. 1710년 스위스인과 독일인들이 터스카로라 인디언 영토에서 뉴즈 강에 놓인 내륙에서 몇 마일되는 뉴번을 창립하였다. 1711년 9월 22일 새벽에 유럽인 정착자들에 의하여 대지가 점유된 분노한 터스카로라 인디언들이 뉴번과 다른 정착지들을 공격하였다. 2시간 안에 뉴즈 강과 팜리코 강 사이에 있는 정착지들의 대부분이 망쳐지고 말았다. 인디언들은 수백명의 정착자들을 학살하고, 그들의 집들을 불태우고, 그들의 귀중품들을 훔치고, 그리고 그들의 수확물들을 파괴하였다. 1713년 3월 25일 식민주의자들이 인디언들을 물리쳤다.
1600년대 후반과 1700년대 초반에 정착자들이 악조건과 인디언들과 전투를 벌이는 동안에 해적들은 노스캐롤라이나의 해안을 공포의 도가니로 몰아넣었다.
1729년 소유자들은 자신들의 대지를 영국의 왕에게 팔았다. 노스캐롤라이나는 왕립 식민지가 되어 국왕에 의하여 임명된 왕립 총독들에 의하여 다스려졌다. 총독들은 현명하게 다스리고 식민지가 번창하는 데 도움을 주었다. 1729년 대략 350,000명의 주민들 만이 노스캐롤라이나 살고 있었으며, 대부분 해안을 따라 살았다. 1775년으로 봐서 인구는 350,000명 가까이 자라나고 정착지는 피드몬트 대지를 가로질러 산맥으로 뻗어나갔다.
노스캐롤라이나는 영국이 몇몇의 식민지 전쟁들에 싸우는 데 도움을 주는 돈과 군인들에 공헌하였다. 이 전쟁들은 앤 여왕 전쟁(1702~13), 조지 왕 전쟁(1744~48)과 프렌치 인디언 전쟁(1754~63)을 포함하였다. 1760년 윌밍턴의 휴 워델이 도브스 요새에서 체로키 인디언들에 중요한 승리를 거두는 데 노스캐롤라이나 군인들을 지도하였다. 1761년 체로키 족은 버지니아 서부의 막대한 지역과 캐롤라이나에 정착지들을 열은 평화 조약을 맺었다.

### 독립 혁명과 독립

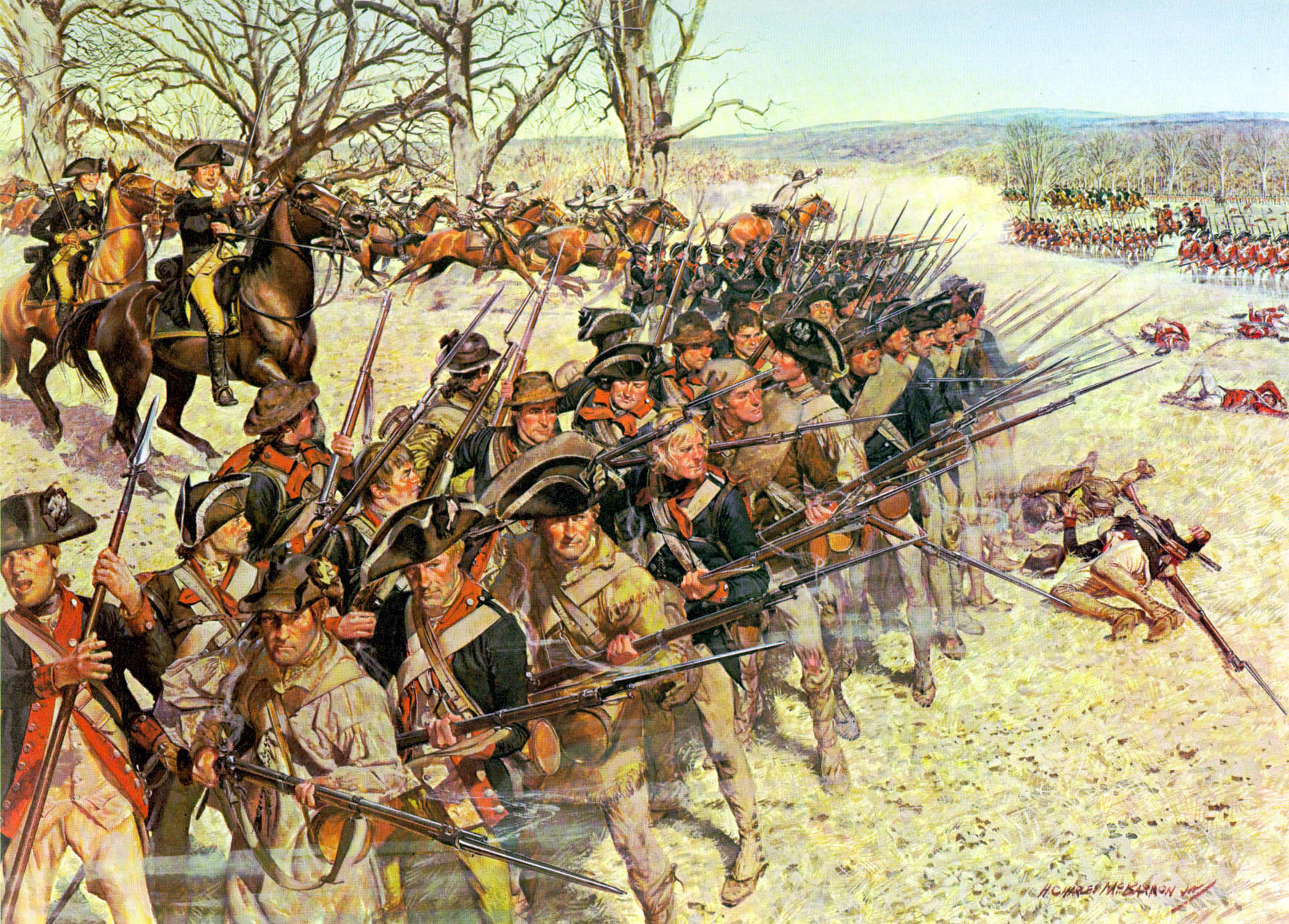
독립 전쟁 중의 길리포드 코트하우스 전투 (1781년)

영국은 식민지 전쟁들을 위하여 내는 도움을 주는 데 아메리카 식민지들에 추가적 세금들을 놓았다. 그러나 식민주의자들은 자신들의 동의없이 징수된 세금들에 반대하였다. 자유의 아들들로 불린 노스캐롤라이나와 다른 식민지들의 항의자들은 데모들을 이끌고 무기를 가진 반란자들도 이 세금들에 항의하였다. 그 동안에 노스캐롤라이나 서부의 어떤 농부들은 높은 세금들에 항의하고 정직하지 못한 공부원들은 부유한 동부 경작자들에 의한 강요를 그들에게 떨어뜨렸다. 왕립 총독 윌리엄 트라이언은 1771년 5월 16일에 앨러맨스 전투에서 반란자들을 물리치는 데 수천명 이상의 군인들을 필요하였다.
1774년 노스캐롤라이나는 첫 대륙 회의에 참석하는 데 필라델피아로 사절단들을 보냈다. 1775년 4월 미국 독립 전쟁이 일어난 후, 노스캐롤라이나는 빠르게 편들을 차지하였다. 영국에 반대하는 이들은 휘그당으로 불리고, 국왕에 충성으로 남아있던 이들은 토리당이라고 불리었다. 1776년 2월 27일 리처드 캐스웰과 알렉산더 릴링턴 대령들의 아래의 휘그당 군인들은 무어즈 크리크 브리지의 전투에서 토리당 군인들을 눌러 부쉈다. 이 일은 노스캐롤라이나에서 독립 전쟁의 첫 전투였다. 휘그당의 승리는 노스캐롤라이나에서 영국의 침입을 방지하였다. 4월 12일 노스캐롤라이나는 독립을 위한 투표를 하는 데 대륙 회의에 사절단들을 지시한 첫 식민지가 되었다. 그해 후반에 노스캐롤라이나는 첫 헌법을 채택하고 캐스웰을 총독으로 선택하였다. 1778년 7월 21일 노스캐롤라이나는 연합 규약을 찬성하였다.
독립 전쟁의 거의는 노스캐롤라이나 경계선들의 외부에서 싸워졌다. 그러나 노스캐롤라이나 주민들은 영국군에 대항하여 싸우는 데 버지니아, 조지아와 사우스캐롤라이나에서 가입하였다. 주의 안에서는 휘그당과 토리당 사이에 전쟁이 더욱 유혈과 쓰라림을 내었다. 1780년 찰스 콘월리스 경이 이끄는 영국군은 남부로부터 노스캐롤라이나를 향하여 행렬하였다. 콘월리스의 군대의 일부는 노스캐롤라이나 남부에 있는 킹스 마운틴 전투에서 학살되었다. 그러나 철수 후에 콘월리스는 다시 북부로 이동하였으며 이때는 노스캐롤라이나로 들어갔다. 1781년 3월 15일 콘월리스의 군대는 길리포드 코트하우스 전투에서 미국의 너대니얼 그린 장군의 군대들보다 오래 남았다. 그러나 심하게 약해진 영국군은 곧 노스캐롤라이나를 포기하였다.

### 주 지위
노스캐롤라이나 주민들은 자신들이 강한 연방 정부를 반대한 이유로 미국 헌법을 찬성하는 데 미루었다. 1788년 힐스보로 집회에서 그들은 헌법을 거절하고 거기에 많은 수정안을 암시하였다. 1789년 미국 의회에 의하여 제안된 헌법에 권리 선언은 이 제안들의 어떤 것들을 포함하였다. 노스캐롤라이나는 결국 1789년 11월 21일 헌법을 비준하였다.
1800년대 초반 동안에 노스캐롤라이나 주는 진보가 늦은 주였다. 주는 약간의 상업 혹은 산업이 있었다. 그 일은 바다 항구들과 교통 시설들을 결핍하였다. 노스캐롤라이나 주의 경작자들은 노예 노동에 거대하게 의지하고 흑인 노예들은 인구의 대략 3분의 1을 차지하였다. 이후에 대통령이 된 앤드루 잭슨, 제임스 K. 포크와 앤드루 존슨을 포함한 많은 주민들이 노스캐롤라이나 주를 떠났다.
노스캐롤라이나 주는 헌법을 교정한 후 향상되기 시작하였다. 새 헌법은 서부 지방의 주민들에게 더욱 거대한 선출권을 주고 그 지역의 개발에 용기를 주었다. 공공 학교, 철도와 도로들이 지어졌다. 농업이 늘어나고 제조업이 자라나기 시작하였다. 노스캐롤라이나 주는 1849년 캘리포니아 골드 러시가 일어날 때까지 금 생산에서 국가를 이끌었다.

### 남북 전쟁과 재건

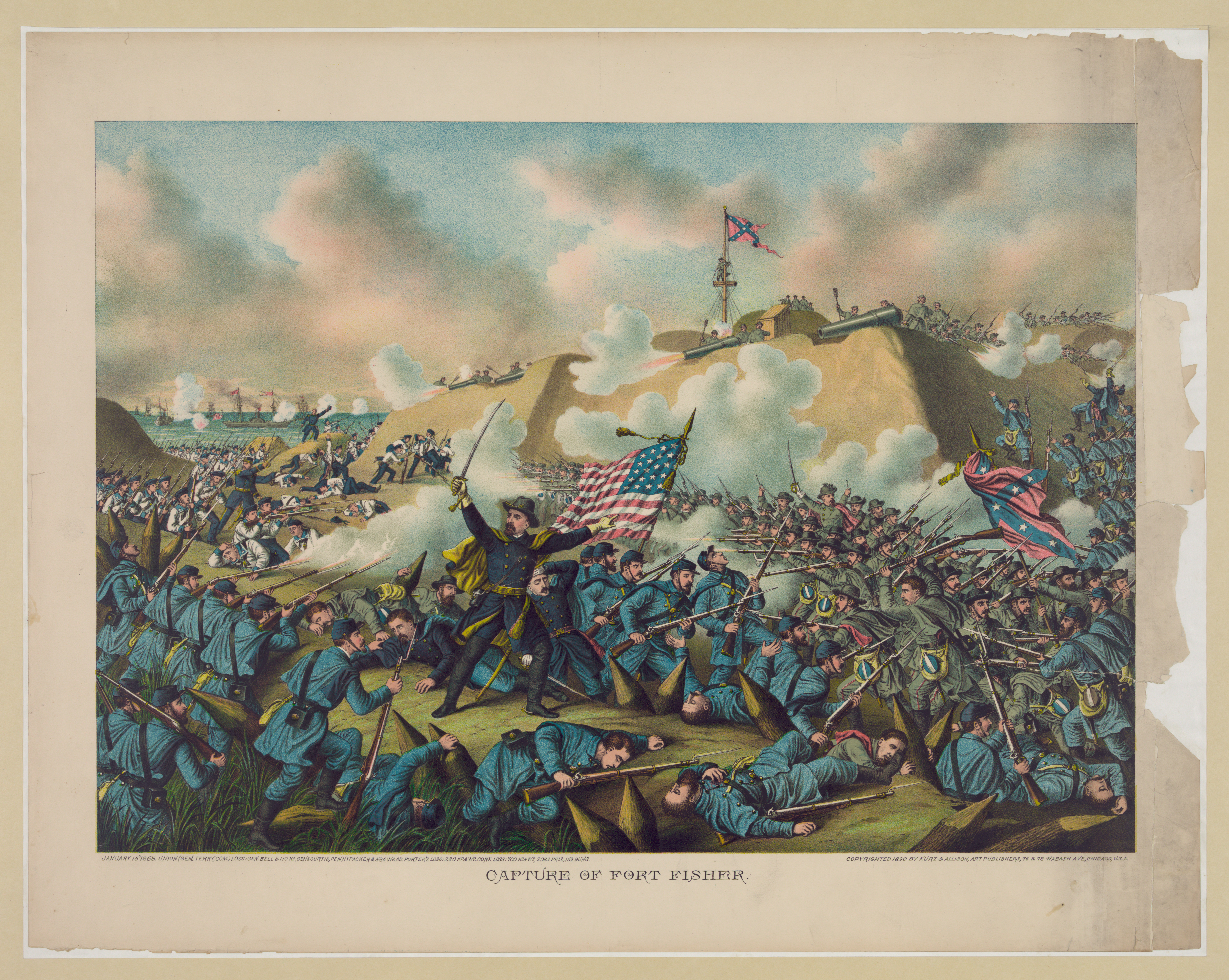
남북 전쟁 중 북군의 피셔 요새 포획 (1865년)

노스캐롤라이나 주가 남부의 일부였어도 많은 남부의 주들이 탈퇴한 후에 합중국을 유지하려고 하였다. 1861년 4월 12일 남북 전쟁이 시작되었다. 에이브러햄 링컨 대통령이 남군을 싸우는 데 군인들을 요구하였지만 노스캐롤라이나 주는 거부하였다. 이 주는 1861년 5월 20일 합중국으로부터 탈퇴하였다.
북군은 전쟁 초기에 노스캐롤라이나 주의 해안의 거의를 포획하였다. 그러나 윌밍턴의 항구는 1865년 1월까지 남군에 군함을 공급하였다. 10개의 이상의 전투들이 노스캐롤라이나 주에서 싸워졌다. 이 전투들의 가장 잔인한 전투는 1865년 3월 19일부터 21일까지 벤턴빌에서 벌어졌다. 거기서 윌리엄 T. 셔먼 장군 아래의 북군은 조지프 E. 존스턴 장군의 남군을 물리쳤다. 4월 26일 존스턴은 셔먼에게 항복하였다. 노스캐롤라이나 주는 남군에 125,000명의 남성들을 공급하였다. 전사한 남군의 대략 4분의 1은 노스캐롤라이나 주에서 왔다. 하지만, 많은 노스캐롤라이나 주민들은 북부에 동정심을 가지고 남부에 저항하였다.
남부 제주 통합기 기간 동안에 연방군은 1868년까지 주의 정부를 감독하였다. 헌법은 노예 제도를 폐지하고 흑인들에게 투표할 권리를 주었다. 그러고나서 공화당이 노스캐롤라이나 주의 통치를 얻었다. 그 당원들은 흑인, 북부에 동정심을 가진 자들과 약간의 북부인들을 포함하였다. 주는 1868년 6월 25일에 합중국으로 재편입되었다.
남부 제주 통합기의 세월 동안에 공화당원과 민주당원, 흑인과 백인 사이에 쓰라린 분쟁들이 일어났다. 쿠 클럭스 클랜과 다른 비밀 단체들이 백인 지배권을 성원하고 흑인들을 투표로부터 떨어져 나가도록 시도하였다. 민주당이 1870년 주의 입법부에 통치를 얻었다. 그들은 1871년 공화당 주지사 윌리엄 W. 홀던을 탄핵하고 그를 물러나게 하였다. 1875년 민주당 입법부는 헌법에 30개의 개정들을 추가하고, 백인 민주당원들의 카운티 정부 통치를 안정시켰다.

### 경제적 향상
남북 전쟁은 노스캐롤라이나 주에 사망과 파괴를 가져왔다. 그러나 주의 흑인 노예들의 대략 350,000명을 해방시켰다. 노예 제도가 폐지된 후, 노스캐롤라이나의 경작자들은 자신들의 대지를 작은 농장들로 나누었다. 그들은 수확물의 분배를 위하여 반환에서 소작인들로부터 이 농장들을 빌렸다. 이 시스템 아래, 주에서 농장의 수가 1860년 대략 75,000개에서 1880년 150,000개로 자라났다.
노스캐롤라이나 주민들은 빠르게 자신들의 주를 재건하였다. 1880년대로 봐서 농장의 생산이 전쟁 이전과 같이 동일시하였다. 담배와 면화 생산이 늘어나고, 산업도 또한 빠르게 번창하였다. 많은 새로운 섬유 제재소들이 개장되었다. 담배 제조업과 가구 산업도 또한 큰 규모의 산업들이 되었다. 기업가 제임스 뷰캐넌 듀크는 대다수의 경쟁을 배제할 때까지 아메리칸 담배 회사를 지었다. 농부들은 도시들에서 산업적인 직업을 위하여 농장들을 떠났다.
1898년 민주당원들이 인종적 증오에 기초를 둔 캠페인에서 주 입법부의 통치를 이겼다. 그들은 대다수의 흑인들의 투표권을 빼앗는 데 새 헌법을 개정하였다. 새 법률들은 학교, 식당, 기차와 다른 공공 시설들에서 인종적으로 분리하는 데 요구하였다.

### 1900년대 초반
1901년 주지사 찰스 B. 에이콕은 노스캐롤라이나 주의 공공 교육 시스템을 향상시키는 데 원대한 프로그램을 시작하였다. 1915년 입법부는 주의 역사상 가장 큰 도로 건설 프로그램을 시작한 주립 고속도로 위원회를 창조하였다.
주의 산업들은 1900년대 초반 동안에 거대한 비율에서 발전하였다. 1920년대 후반으로 봐서 노스캐롤라이나 주는 섬유, 담배 제품과 가구의 생산에서 나라를 이끌었다.
1930년대의 대공황이 가격과 임금에서 갑작스런 하락을 가져왔다. 비지니스들이 실패하고 은행들이 폐문하였다. 근로자들은 자신들의 직업을 잃고, 농부들도 자신들의 농장을 잃었다. 연방 정부와 주 정부는 대공황의 효과들을 싸우는 데 노력하였다. 노스캐롤라이나 정부는 지방 세금들을 축소하고 모든 고속도로와 공공 학교들의 통치를 얻었다. 농장 생산의 연방 통치는 농장 가격과 소득을 올렸다. 주는 복지의 대책을 통과하고, 교사들의 월급을 올리고 근무 시간들을 줄였다.

### 1900년대 중반
제2차 세계 대전이 일어나는 동안에 노스캐롤라이나 주의 제재소들은 여러 다른 주보다 더 많은 섬유를 군대에 공급하였다. 주의 광산들은 미국의 전쟁 생산에 쓰인 운모의 절반 이상을 공급하였다.
1940년대 후반에 노스캐롤라이나 주는 새로운 병원과 정신 보건 시설들을 짓고, 시골 지역들에 많은 도로들을 포장하였다. 2개의 댐이 주의 전력 생산을 늘였다. 그레이트스모키산맥의 가장자리에 놓인 폰태나 갬은 1945년에 작동을 시작하였고, 헨더슨 근처에 있는 커 댐은 1954년에 작동되었다.
노스캐롤라이나 주의 흑인들은 1900년대 중반 동안에 더욱 거대한 권리들을 얻었다. 1954년 미국 대법원이 의무적으로 학교에서 인종적으로 분리가 불법이라고 지배할 때 주요 사건들이 일어났다. 1960년 4명의 흑인 학생들은 그린즈버러에 있는 식당에서 그들에게 서비스가 거부된 후, 런치 카운터에서 앉아있는 데 남아있었다. 그들의 활동은 남부를 통하여 농성 데모의 경향을 발휘시켰다. 이런 항의들은 공공 시설들에서 인종적으로 분리를 금지시킨 1964년의 인권 운동 법령을 통과시키는 데 기여하였다.
1950년대 동안에 노스캐롤라이나 주는 지속적으로 시골, 농업 경제에서 도시, 산업적 경제로 옮겨졌다. 주는 기술적과 공항 보조와 함께 한 비지니스를 마련하고, 주식회사에 세금들을 축소하며 새로운 산업들을 글어들이는 일을 하였다. 1956년 3개의 대학교들 - 더럼의 듀크 대학교, 롤리의 노스캐롤라이나 주립 대학교와 채플힐의 노스캐롤라이나 대학교가 자신들의 연구 수단들을 합쳤다. 그들은 1959년에 개장된 산업을 섬기는 연구의 중심지 노스캐롤라이나 리서치 트라이앵글 파크를 형성하는 도움을 주었다.
1963년 입법부는 커뮤니티 칼리지와 기술 연구소들의 시스템을 세웠다. 또한 그해에 주는 채플힐, 그린즈버러와 롤리에 캠퍼스들과 함께 시작한 노스캐롤라이나 대학교를 위한 단 하나의 대학 계획을 채택하였다. 1972년으로 봐서 노스캐롤라이나 대학교는 16개의 캠퍼스를 가졌다. 이 캠퍼스들은 1965년 윈스턴-세일럼에서 개장된 나라의 첫 주립 미술 학교인 노스캐롤라이나 미술 대학을 포함하였다.

### 1900년대 후반
1971년 샬럿의 학교 구역에 관련된 문제에 미국 대법원은 어린이들이 인종적 통합을 이루는 데 버스로 나를 수 있다는 지배를 하였다. 노스캐롤라이나 학교 구역들의 대부분은 곧 인종적으로 통합되었다. 샬럿의 버스 프로그램은 미국의 나머지들을 위한 모델이 되었다.
공화당은 1900년대 후반에 주에서 그 권력을 증가시켰다. 1972년 제임스 E. 홀스하우저 주니어는 1896년 이래 주의 첫 공화당 지사로 선출되었다. 또한 그해에는 제시 A. 헴스가 1895년 이래 미국 상원에 선출되는 데 노스캐롤라이나 주에서 온 첫 공화당원이 되었다.
리서치 트라이앵글 파크의 개발은 더럼, 롤리, 채플힐과 둘러 쌓인 지역에 번영을 가져왔다. 1980년대 후반과 1990년대에 노스캐롤라이나 주의 많은 도시 지역들이 금융과 기술 산업들에서 증대를 경험하였다. 하지만, 담배와 섬유를 포함한 많은 전통적 사업들에서 고용이 쇠퇴하였다. 1980년대와 1990년대 동안에 노스캐롤라이나 주는 돼지, 가금과 고구마 생산 같은 농업에 관련된 비지니스들에서 증대를 경헙하였다. 영화 제작 산업도 또한 번창하였다. 주의 도시 지역들에서 인구의 증가는 더욱 낳은 학교, 고속도로, 보건 시설과 다른 정부 서비스들을 위한 요구를 늘였다.

### 최근의 발전
1999년 스쿨 버스 시스템은 샬럿의 학교 구역에서 중단되었다. 연방 재판관은 고의 차별의 자취가 사라진 이유로 강요된 인종적 통합이 더 이상 필요하지 않다고 지배하였다.
노스캐롤라이나 주는 1999년 9월 역사상 최악의 자연 재해 중의 하나를 겪었다. 허리케인 플로이드에 의한 홍수가 가축들을 물에 빠뜨리고 주의 동부를 가로지른 농장들과 타운들이 물에 잠겼다. 공무원들은 손해가 수억 달러나 든다고 판단하였다.
2005년 총회는 교육에 기금으로서 주의 추첨 분배를 찬성하였다. 추첨 분배 티켓은 2006년에 팔리기 시작하였다. 2009년 비벌리 퍼듀가 첫 여성 주지사가 되었다.

## 경제

### 서비스업

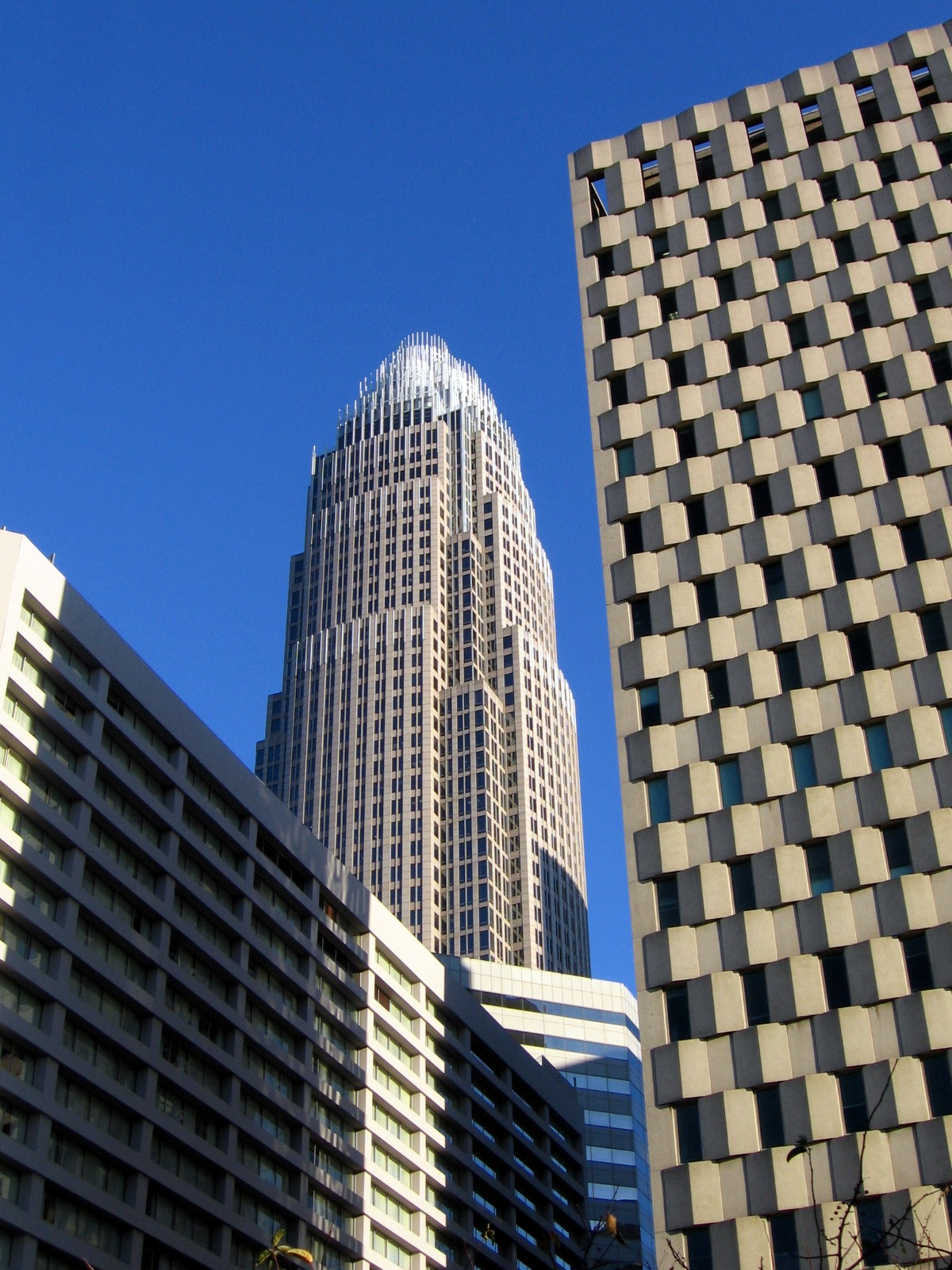
샬럿에 있는 뱅크 오브 아메리카 건물

서비스업은 노스캐롤라이나 주의 국내 총생산과 고용 둘다의 대략 4분의 3을 차지한다. 서비스업의 대부분은 주의 메트로폴리탄 지역들에 집중되어 있다.
주도인 롤리는 정부 활동의 중심지이다. 더럼에 있는 듀크 대학교는 의학과 다른 분야들에 연구의 지도적인 중심지이다. 리서치 트라이앵글 파크는 롤리-더럼 지역에서 큰 연구 단지이다. 샬럿은 미국의 주요 금융의 중심지들 중의 하나이다. 가장 큰 은행 회사 뱅크 오브 아메리카 주식회사는 샬럿에 기지를 두었다. 건물 원료의 큰 도매업자인 로스 컴퍼니 유한 책임 회사는 무어스빌에 본부를 두었다. 호텔, 식당과 소매상들은 주로 주의 메트로폴리탄 지역들에 있다.
노스캐롤라이나 주는 미국에서 가장 큰 공공 대학 시스템들 중의 하나를 가지고 있다. 주의 군사 기지들은 포트브래그, 해병대 베이스 캠프 리준, 해병대 비행장 체리포인트, 포프 공군 기지와 시무어 존슨 공군 기지를 포함한다.

### 제조업

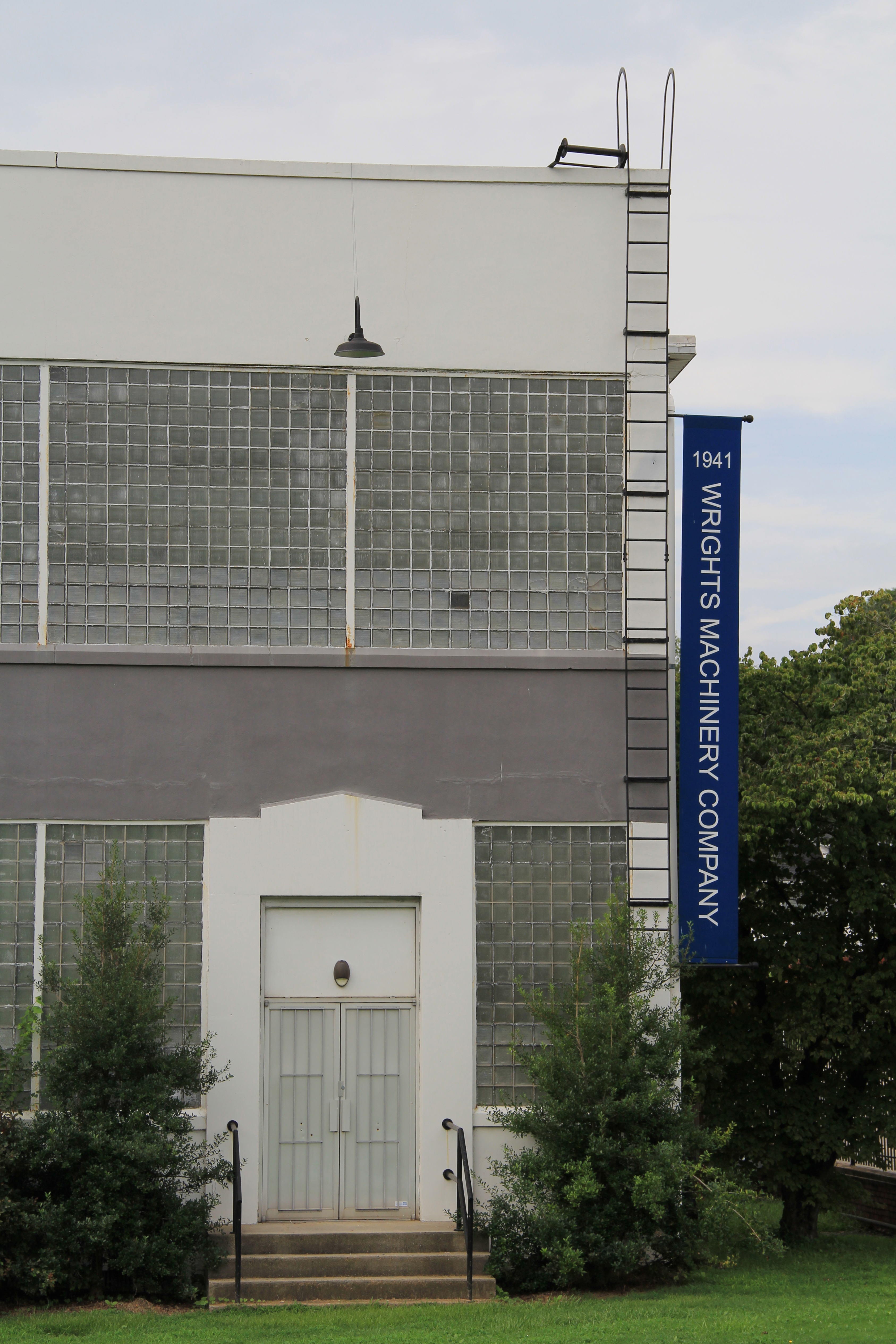
더럼에 있는 라이트 기계 회사의 본사 건물

제조업은 다른 주들의 대부분에서보다 노스캐롤라이나 주에서 국내총생산의 큰 부문을 차지한다. 노스캐롤라이나 주의 제조업은 주로 샬럿, 그린즈버러, 롤리-더럼과 윈스턴-세일럼 지역들에서 행한다.
화학품과 담배 제품들은 지도적인 생산품들이다. 약품은 지도적인 화학품이다. 롤리 지역에 있는 공장들은 약품을 만든다. 노스캐롤라이나 주는 여러 다른 주보다 더 많은 담배 제품을 생산한다. 그린즈버러, 윈스턴-세일럼과 다른 도시들은 담배를 생산한다. 노스캐롤라이나 주는 미국에서 만들어지는 담배들의 대략 절반을 생산한다.
컴퓨터와 전자 제품, 기계과 교통 수단들은 주로 메트로폴리탄 지역들에서 제조된다. 노스캐롤라이나 주는 가금육 가공과 섬유 생산에서 지도적으로 랭킹에 있다. 가구 생산에서 주를 이끌고 있다.

### 농업

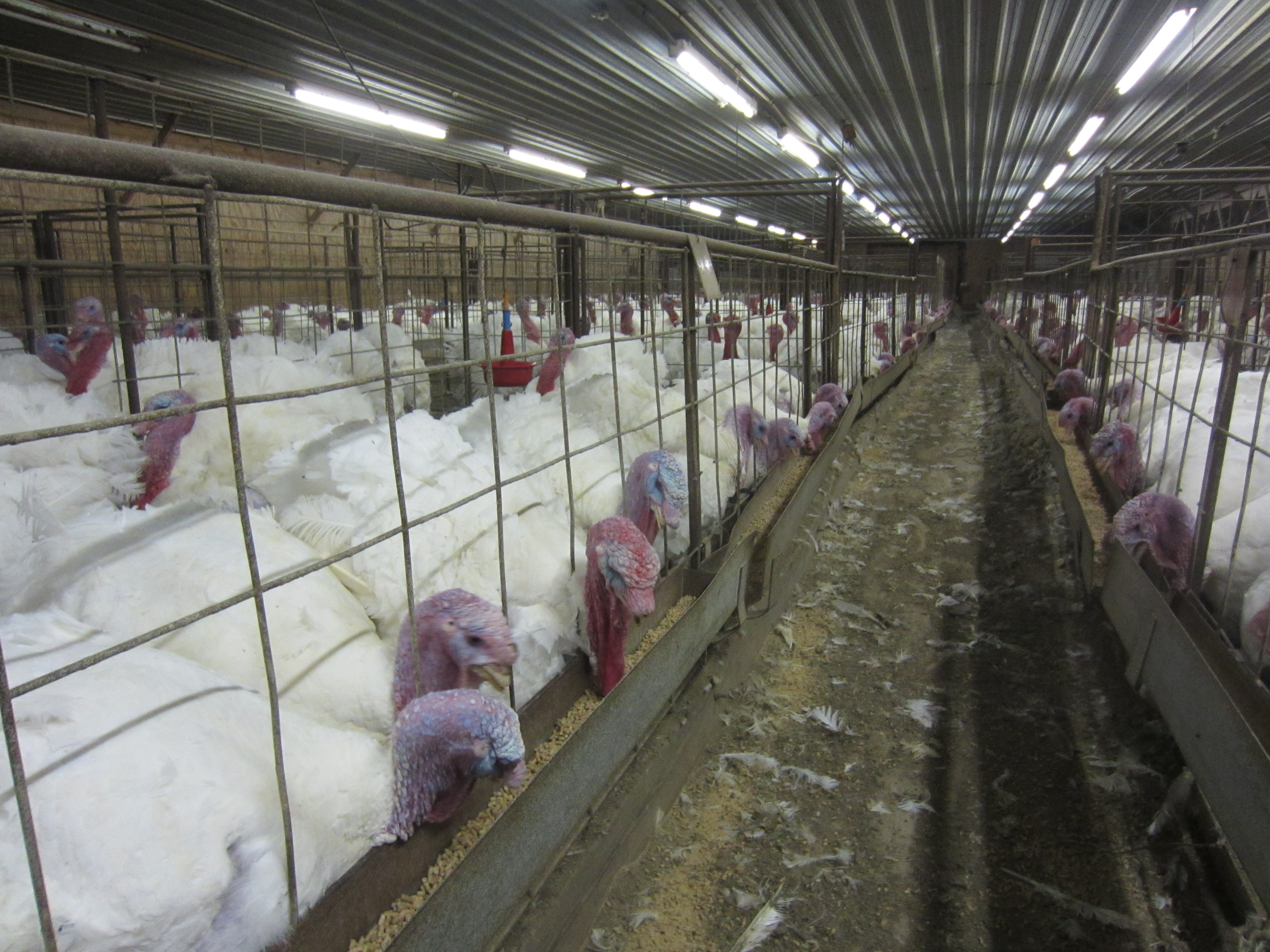
노스캐롤라이나 주는 지도적인 칠면조 사육의 주이다.

농장지대는 노스캐롤라이나 주의 대략 4분의 1을 덮고 있다. 축산물은 농장 소득의 대략 3분의 2를 마련한다. 노스캐롤라이나 주는 닭과 돼지의 생산에서 지도적인 주로서 랭킹에 들어와있다. 닭과 돼지는 함께 축산물로부터 주의 소득의 대략 4분의 3을 차지한다. 대부분의 돼지들은 주의 동부에서 사육된다. 닭의 가장 큰 수는 피드몬트 대지의 남부와 중부, 그리고 윌키스 카운티에서 왔다.
노스캐롤라이나 주는 칠면조 사육에서 지도적인 주이다. 더플린과 샘슨 카운티들은 대부분의 칠면조들을 사육한다. 낙농업은 주로 주의 서부에서 행하여진다. 다른 축산물은 육우와 달걀을 포함한다.
노스캐롤라이나 주는 담배잎 재배의 지도적인 주이다. 모닥불 연기에 쐬어 건초 처리된 담배잎은 주의 많은 부분들에서 재배된다. 벌리 담배잎은 애시빌 근처에 있는 산악 지역들과 또한 윈스턴-세일럼의 북부에서 재배된다. 옥수수, 면화와 콩은 또한 중요한 수확물로서 랭킹에 들어와있으며, 주의 동부에서 재배된다.
노스캐롤라이나 주는 땅콩과 고구마의 지도적인 생산주이다. 땅콩은 주로 북부 해안 평야에서 재배되고, 고구마는 서부의 해안 평야에서 재배된다. 블루베리는 지도적인 과일이다.

### 광업
깨진 돌, 주로 화강암은 노스캐롤라이나 주의 지도적인 광물이다. 석회암과 트랩도 주의 체석장들에서 체굴된다.
다른 지도적인 광물들은 인광석과 모래와 자갈이다. 인광석은 뷰포트 카운티에서 체굴된다. 모래와 자갈은 주로 해안 평야에서 생산된다.

### 수산업
주에서 가장 가치적인 수산물은 블루 크랩, 가자미목, 새우와 다랑어이다. 노스캐롤라이나 주의 양식 어업은 메기와 송어를 기르고 인위적으로 수역을 창조한다.

## 주민
| 인구조사                      | 인구       | Note | %±    |
| ----------------------------- | ---------- | ---- | ----- |
| 1790년                        | 393,751    |      | —     |
| 1800년                        | 478,103    |      | 21.4% |
| 1810년                        | 556,526    |      | 16.4% |
| 1820년                        | 638,829    |      | 14.8% |
| 1830년                        | 737,987    |      | 15.5% |
| 1840년                        | 753,419    |      | 2.1%  |
| 1850년                        | 869,039    |      | 15.3% |
| 1860년                        | 992,622    |      | 14.2% |
| 1870년                        | 1,071,361  |      | 7.9%  |
| 1880년                        | 1,399,750  |      | 30.7% |
| 1890년                        | 1,617,949  |      | 15.6% |
| 1900년                        | 1,893,810  |      | 17.1% |
| 1910년                        | 2,206,287  |      | 16.5% |
| 1920년                        | 2,559,123  |      | 16.0% |
| 1930년                        | 3,170,276  |      | 23.9% |
| 1940년                        | 3,571,623  |      | 12.7% |
| 1950년                        | 4,061,929  |      | 13.7% |
| 1960년                        | 4,556,155  |      | 12.2% |
| 1970년                        | 5,082,059  |      | 11.5% |
| 1980년                        | 5,881,766  |      | 15.7% |
| 1990년                        | 6,628,637  |      | 12.7% |
| 2000년                        | 8,049,313  |      | 21.4% |
| 2010년                        | 9,535,483  |      | 18.5% |
| 2019 (추산)                   | 10,488,084 |      | 10.0% |
| 출처: 1910–2010 2019 estimate |            |      |       |

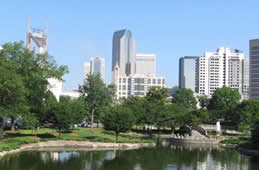
마샬 공원에서 본 샬럿의 스카이라인

2000년 미국 인구 조사국은 노스캐롤라이나 주의 인구가 8,049,313명이라고 보고하였다. 주의 인구는 1990년으로 본 6,629,637명에서 21 퍼센트나 증가하였다. 2000년 조사국에 의하면 노스캐롤라이나 주는 50개의 주들 중에 인구에서 11위로 랭킹에 들어와있다.
노스캐롤라이나 주민의 대략 3분의 2는 메트로폴리탄 지역들에 산다. 13개의 메트로폴리탄 지역들이 노스캐롤라이나 주의 전체에 놓여 있다. 이 지역들은 애시빌, 벌링턴, 더럼, 파예트빌, 골즈보로, 그린즈버러-하이포인트, 그린빌, 히코리-레노어-모건턴, 잭슨빌, 롤리-개리, 로키마운트, 윌밍턴과 윈스턴-세일럼을 포함한다. 샬럿-개스터니아-콩코드 지역은 사우스캐롤라이나 주로 뻗어나간다. 버지니아비치(버지니아주)-노포크(버지니아주)-뉴포트뉴스(버지니아주) 지역은 노스캐롤라이나 주의 큐리터크 카운티를 포함한다.
샬럿은 대략 540,000명의 인구와 함께 한 주의 가장 큰 도시이다. 100,000명 이상의 인구와 함께 한 주의 다른 도시들은 인구의 순서로 봐서 주도인 롤리, 그린즈버러, 더럼, 윈스턴-세일럼와 파예트빌이다. 이 도시들은 다 내륙에 놓여 있다. 주의 가장 큰 해안의 도시는 대략 76,000명의 인구와 함께 한 윌밍턴이다.
모든 100명의 노스캐롤라이나 주민들의 대략 22명은 아프리카계 미국인이다. 주의 다른 큰 인구 단체들은 잉글랜드, 독일, 아일랜드, 북아일랜드와 스코틀랜드에서 온 조상들을 둔 주민들을 포함한다. 주민의 소수는 아메리카 인디언 계통이다.

## 스포츠

### 농구
- 샬럿 호니츠 (NBA)

### 미식축구
- 캐롤라이나 팬서스 (NFL)

### 축구
- 캐롤라이나 레일호크스 (NASL)

## 기후
| North Carolina (1980-2010)의 기후 | North Carolina (1980-2010)의 기후 | North Carolina (1980-2010)의 기후 | North Carolina (1980-2010)의 기후 | North Carolina (1980-2010)의 기후 | North Carolina (1980-2010)의 기후 | North Carolina (1980-2010)의 기후 | North Carolina (1980-2010)의 기후 | North Carolina (1980-2010)의 기후 | North Carolina (1980-2010)의 기후 | North Carolina (1980-2010)의 기후 | North Carolina (1980-2010)의 기후 | North Carolina (1980-2010)의 기후 | North Carolina (1980-2010)의 기후 |
| 월                                | 1월                               | 2월                               | 3월                               | 4월                               | 5월                               | 6월                               | 7월                               | 8월                               | 9월                               | 10월                              | 11월                              | 12월                              | 연간                              |
| --------------------------------- | --------------------------------- | --------------------------------- | --------------------------------- | --------------------------------- | --------------------------------- | --------------------------------- | --------------------------------- | --------------------------------- | --------------------------------- | --------------------------------- | --------------------------------- | --------------------------------- | --------------------------------- |
| 일평균 최고 기온 °F (°C)          | 49.9 (9.9)                        | 53.7 (12.1)                       | 61.8 (16.6)                       | 71 (22)                           | 78.1 (25.6)                       | 85.2 (29.6)                       | 88.1 (31.2)                       | 86.8 (30.4)                       | 80.8 (27.1)                       | 71.6 (22.0)                       | 62.5 (16.9)                       | 52.5 (11.4)                       | 70.2 (21.2)                       |
| 일평균 최저 기온 °F (°C)          | 28.4 (−2.0)                       | 30.9 (−0.6)                       | 37.2 (2.9)                        | 45.2 (7.3)                        | 54 (12)                           | 63 (17)                           | 66.8 (19.3)                       | 65.8 (18.8)                       | 58.9 (14.9)                       | 47.2 (8.4)                        | 38.3 (3.5)                        | 30.8 (−0.7)                       | 47.2 (8.4)                        |
| 평균 강수량 인치 (mm)             | 3.7 (94)                          | 3.5 (89)                          | 4.2 (110)                         | 3.5 (89)                          | 3.8 (97)                          | 4.3 (110)                         | 4.8 (120)                         | 4.7 (120)                         | 4.3 (110)                         | 3.3 (84)                          | 3.3 (84)                          | 3.5 (89)                          | 46.9 (1,196)                      |
| 출처: USA.com                     |                                   |                                   |                                   |                                   |                                   |                                   |                                   |                                   |                                   |                                   |                                   |                                   |                                   |